# Jan Palokaj
Jan Palokaj (Zagabria, 5 novembre 2000) è un cestista croato naturalizzato kosovaro.

## Palmarès
- Campionato croato: 1

Zara: 2020-21
- Coppa di Croazia: 2

Zara: 2020, 2021